# The Editor (film 2014)
The Editor è un film canadese del 2014 diretto, sceneggiato, montato e interpretato da Adam Brooks e Matthew Kenny.

## Trama
Rey è un montatore diventato invalido in seguito a un incidente sul posto di lavoro, il quale lo costringe la utilizzare delle dita di legno che rendono il suo lavoro più impreciso. Per questo motivo è costretto a ripiegare su produzioni di serie B, lavorando con team poco seri e attori più scadenti; tutto ciò si riflette nel pessimo rapporto con la moglie Josephine, ex attrice di grido la cui carriera è sfiorita da molti anni. Quando un misterioso assassino inizia a mietere vittime sul set, agendo in modo da rimuovere sempre alle vittime proprio le stesse dita che mancano a Rey, l'uomo diventa il principale sospettato agli occhi dell'ispettore Polfiry, il quale decide perfino di ignorare ogni possibile indizio e ogni prova che dimostri la non colpevolezza dell'uomo, perfino quando il vero assassino uccide proprio sua moglie.

## Produzione
Il film nasce come omaggio in chiave satirica e metacinematografica alle più note opere horror e thriller italiane: fra gli altri, vengono citati film di Mario Bava, Dario Argento e Lucio Fulci; l'opera cita inoltre anche lavori del canadese David Cronenberg come Videodrome. Gran parte delle personalità coinvolte nella creazione del film, inclusi i registi, fanno parte del collettivo cinematografico Astron-6. Il film è stato girato tra le località di Winnipeg e Kenora.

## Distribuzione
Dopo essere stato presentato per la prima volta al pubblico durante il Toronto Film Festival 2014 ed essere approdato al Torino Film Festival dello stesso anno, The Editor è stato distribuito nei mercati home video e on demand a partire dall'agosto 2015.

## Accoglienza
Sull'aggregatore Rotten Tomatoes il film riceve il 58% delle recensioni professionali positive con un voto medio di 5,2 su 10 basato su 12 critiche.